# Apilocrocis exelsalis
Apilocrocis exelsalis là một loài bướm đêm trong họ Crambidae.